# Centre commémoratif de l’Holocauste à Montréal
Das Centre commémoratif de l’Holocauste à Montréal (CCHM)/Montreal Holocaust Memorial Centre (MHMC), ist ein Museum in Montréal, Quebec in Kanada. Es wurde 1979 von einer Gruppe von Überlebenden des Holocaust rund um Steve Cummings gegründet. Das CCHM besteht aus dem Museum und dem Center.
Das Museum ist dem Holocaust und dem Bewusstsein über die Ereignisse während der Zeit des Nationalsozialismus gewidmet. Menschen aus allen Altersgruppen sollen über den Völkermord an 6 Millionen Juden durch die Nazis und ihre Verbündeten zwischen 1939 und 1945 unterrichtet werden. Das Publikum soll auch für die Gefahren von Antisemitismus, Fanatismus und Hass sensibilisiert werden und der Respekt für Vielfalt sowie die Unantastbarkeit der menschlichen Würde gefördert werden.
Das CCHM gibt den Überlebenden des Holocaust die Möglichkeit, ihre Erlebnisse an zukünftige Generationen weiterzugeben. Die Zeitzeugen haben durch das Remembrance Committee auch ein direktes Mitspracherecht in der Entscheidungsstruktur des Centers.
Das 1979 eröffnete CCHM wurde zur Wiedereröffnung am 30. Juni 2003 vollkommen umgestaltet und renoviert. Es ist das erste namhafte Holocaust-Museum in Kanada, das die Rolle von Montréal als Heimat der weltweit drittgrößten Population an Holocaust-Überlebenden betont.
Im ersten Jahr seit der Eröffnung konnte das neue Holocaust Museum mehr als 15.000 Besucher begrüßen, 65 % davon Schüler und Studenten.

## Beschreibung

### Inhalt
Das Museum umfasst 418 Artefakte, 372 Fotografien und 18 Videostationen. Das zweisprachig in Französisch und Englisch gestaltete Museum versucht dem Thema mit einem breit gefächerten Horizont gerecht zu werden.

### Ausstellung
Der Ausstellungsraum des Museums erstreckt sich nun über zwei Ebenen auf ca. 10.000 m².
Neben dem Holocaust wird chronologisch, vom oberen Stockwerk ausgehend, Einblick in das jüdische Leben vor dem Holocaust gegeben.
Im Kellergeschoss werden der geschichtliche Hintergrund und die Gründe erklärt, die zum Ausbruch des Zweiten Weltkrieges und der versuchten kompletten systematischen Auslöschung des Judentums geführt haben.
Die Tour wird im oberen Stockwerk fortgesetzt und führt thematisch über die Nachkriegszeit bis zur Niederlassung vieler europäischer Überlebender des Holocaust in Montréal. Nach dem Zweiten Weltkrieg war in Montréal nach Israel und New York City die größte Überlebendengemeinde zu verzeichnen.

## Angebote
Neben dem Museum zeigt sich das Center für eine Reihe von weiteren Initiativen verantwortlich. Somit fungiert es als Schirmherr einer Reihe von holocaustbezogenen Veranstaltungen und Projekten. Neben der jährlich stattfindenden Gedenkveranstaltung für die Opfer des Holocaust „Yom Hashoah“ und einer weiteren Veranstaltung im Eingedenken an die Reichskristallnacht, genannt „Commémoration de Kristallnacht“, werden ebenfalls jährlich die „Holocaust Education Series“, eine Reihe von Vorträgen und holocaustbezogenen Arbeiten und ein „Bar/Bat Mitzvah in remembrance“-Projekt veranstaltet. Zusätzlich wurde heuer eine außerordentliche Ausstellung mit Bildern aus dem KZ Theresienstadt veranstaltet.
An Yom Hashoah, dem offiziellen Gedenktag für die Opfer des Holocaust folgen jedes Jahr mehr als 2000 Personen der Einladung zu der vom MHMC organisierten Gedenkfeier. Im Jahr 2004 fand die Feier am 18. April 2004 in der Congregation Tifereth Beth David Jerusalem Synagoge in Montréal statt.

## Partnerprojekte
CCHM arbeitet mit der AMC/CMA (Association des musées canadiens/Canadian Museums Association), dem RCIP/CHIN (Réseau canadien d’information sur le patrimoine/Canadian Heritage Information Network) und dem Musée virtuelle du Canada/Virtual Museum of Canada zusammen. Es ist eine Institution der Federation CJA, einem Netzwerk kanadischer Organisationen, die die Unterstützung von hilfsbedürftigen Juden zum Ziel haben.
Der Österreichische Gedenkdienst unterstützt das CCHM bereits seit 1998 durch die Entsendung von Gedenkdienern.
Über die Jahre haben sich die Gedenkdiener ein spezifisches Aufgabengebiet erarbeitet und sind aus dem Team des CCHM nicht mehr wegzudenken.